# Pomiar centralnie-ważony
Pomiar centralnie-ważony – tryb pomiaru światła mierzony zwykle w całym kadrze, ze szczególnym uwzględnieniem jego środkowej części. Pomiar taki odbywa się poprzez zmierzenie ekspozycji w kilku/kilkunastu obszarach kadru, a następnie uśrednianie ich wyników połączone z przykładaniem rosnących wag dla obszarów położonych bliżej centrum (średnia ważona).
Pomiar ten stosowany jest głównie w przypadku, gdy fotografowany obiekt znajduje się w centrum kadru, np. przy wykonywaniu portretu. W takiej sytuacji obiekt (np. twarz), zostaje dobrze naświetlony nawet w przypadku kiedy obrzeża kadru są dużo ciemniejsze lub jaśniejsze – nie wpływają one tak znacząco na ustalanie naświetlania, jak środek kadru (którego jasność ma decydującą wagę).